# 툰젤 쿠르티즈
툰젤 쿠르티즈(튀르키예어: Tuncel Kurtiz, 1936년 2월 1일 ~ 2013년 9월 27일)는 튀르키예의 배우 겸 극작가이다.
빌레지크에서 태어났으며 이스탄불에서 사망하였다. 사인은 심근 경색이다. 발리케시르주에 매장되었다.

## 영화
- 블랙 앤 화이트 (2010년)
- 천국의 가장자리 (2007년)
- 섬머솔트 인 어 코핀 (1996년)
- 수호천사 (1990년)
- 암호명 콕 로즈 (1989년)
- 벽 (1983년)
- 양떼 (1978년)
- 희망 (1970년)